# L'Étau de Munich
Pour plus de détails, voir Fiche technique et Distribution.
L'Étau de Munich (Munich: The Edge of War) est un film britannique réalisé par Christian Schwochow, sorti en 2021.
Il s'agit de l'adaptation du roman Munich de Robert Harris, qui se déroule durant les accords de Munich.
Le film est présenté en avant-première au festival du film de Londres en 2021, avant une diffusion mondiale sur Netflix début 2022.

## Synopsis
En 1932, Hugh Legat, son ami allemand Paul von Hartmann et la petite amie de ce dernier, Lena, fêtent leur diplôme obtenu à l'université d'Oxford. Paul, ivre, vante les mérites d'une « Nouvelle Allemagne ».
Six ans plus tard, en 1938, la menace d'une Seconde Guerre mondiale plane sur l'Europe. Alors qu'Adolf Hitler se prépare à annexer de force les Sudètes, région de Tchécoslovaquie peuplée principalement de germanophones, le Premier ministre du Royaume-Uni Neville Chamberlain veut privilégier une option pacifique. Accompagné de son ancien condisciple allemand Paul, devenu diplomate, Hugh Legat se rend en urgence à Munich afin de savoir si la guerre peut être évitée.

## Fiche technique
Sauf indication contraire, les informations mentionnées dans cette section peuvent être confirmées par la base de données cinématographiques IMDb,  présente dans la section « Liens externes ».
- Titre original : Munich: The Edge of War
- Titre français et québécois : L'Étau de Munich[1]
- Réalisation : Christian Schwochow
- Scénario : Ben Power, d'après le roman Munich de Robert Harris
- Musique : Isobel Waller-Bridge
- Décors : Tim Pannen
- Costumes : Frauke Firl
- Photographie : Frank Lamm
- Montage : Jens Klüber
- Production : Andrew Eaton
- Coproduction : Robert How
- Production déléguée : Daniel Hetzer et Jakob Neuhäusser
- Sociétés de production : Turbine Studios
- Sociétés de distribution : Netflix
- Budget : n/a
- Pays de production :  Royaume-Uni
- Langue originale : anglais
- Format : couleur
- Genre : drame historique, thriller, espionnage, guerre
- Durée : 129 minutes
- Dates de sortie[2] :
  - Royaume-Uni : 13 octobre 2021 (avant-première au festival du film de Londres)
  - Monde : 21 janvier 2022 (Netflix)
- Classification[3] :
  - États-Unis : PG-13

## Distribution
- Jeremy Irons (VF : Féodor Atkine) : Neville Chamberlain
- George MacKay (VF : Clément Moreau) : Hugh Legat
- Jannis Niewöhner (VF : Gauthier Battoue) : Paul von Hartmann
- Sandra Hüller (VF : Sybille Tureau) : Helen Winter
- Liv Lisa Fries (VF : Alice Taurand) : Lena
- August Diehl (VF : Marc Maurille) : Franz Sauer
- Alex Jennings (VF : Georges Caudron) : Sir Horace Wilson (en)
- Jessica Brown Findlay (VF : Élisabeth Ventura) : Pamela Legat
- Anjli Mohindra : Joan Menzies
- Ulrich Matthes : Adolf Hitler
- Domenico Fortunato : Benito Mussolini
- Mark Lewis Jones (VF : Stéphane Bazin) : Sir Osmund Cleverly (en)
- Robert Bathurst : Nevile Henderson
- Nicholas Farrell : Alexander Cadogan
- Richard Dillane : Stewart Menzies
- Martin Kiefer : Heinrich Himmler
- Stéphane Boucher : Édouard Daladier
- Marc Limpach (VF : Alexandre Gillet) : Dr Paul Schmidt
- Hannes Wegener (VF : Serge Biavan) : Erich Kordt
- Rainer Sellien : Hans Oster
- Ludwig Simon : Jakob, un homme au café
Version française
  - Studio de doublage : Titrafilm
  - Direction artistique : Isabelle Leprince
  - Adaptation : Sébastien Charron

## Autour du film
Robert Harris, auteur du roman ayant servi de base à cette adaptation, a déclaré s'être très librement inspiré de personnes ayant réellement existé pour créer les personnages de Paul von Hartmann et Hugh Legat, respectivement Adam von Trott zu Solz, diplomate allemand qui a participé au complot du 20 juillet 1944 pour assassiner Hitler, et A. L. Rowse (en), auteur britannique qui l'avait connu à Oxford, entretenait pour lui un amour platonique, et a écrit des poèmes en son honneur,.

## Production
En novembre 2020, il est annoncé que Jeremy Irons, George MacKay, Jannis Niewöhner, Sandra Hüller, Liv Lisa Fries et August Diehl ont rejoint un film réalisé par Christian Schwochow. Le scénario, écrit par le dramaturge Ben Power, est adapté du roman Munich de Robert Harris. Il est précisé que le film sera distribué par Netflix.
Le tournage débute en novembre 2020. Les prises de vues se déroulent notamment à Liverpool (Cunard Building) et Munich.